# Prüllsbirkig
Prüllsbirkig ist ein Gemeindeteil der Stadt Pottenstein im Landkreis Bayreuth (Oberfranken, Bayern). Prüllsbirkig liegt in der Gemarkung Haßlach.

## Geografie
Das Dorf liegt drei Kilometer östlich von Pottenstein an der Kreisstraße BT 26.

## Geschichte
1057 wurde der Ort als „Bortengesezze“ erstmals urkundlich erwähnt, 1398 als „Prulsbirkech“ oder „Pruelsbirckech“. Der Ortsname bedeutet Dorf im sumpfigen Birkenwald (Prüll: sumpfiger Wald).
Im Dreißigjährigen Krieg kam es in Prüllsbirkig mehrmals zu Plünderungen, insbesondere zu Pferdediebstählen.
Der Gemeindeteil der ehemaligen Gemeinde Haßlach wurde im Zuge der Gebietsreform in Bayern zusammen mit seinem Hauptort am 1. Januar 1972 nach Pottenstein eingegliedert.

## Sehenswertes

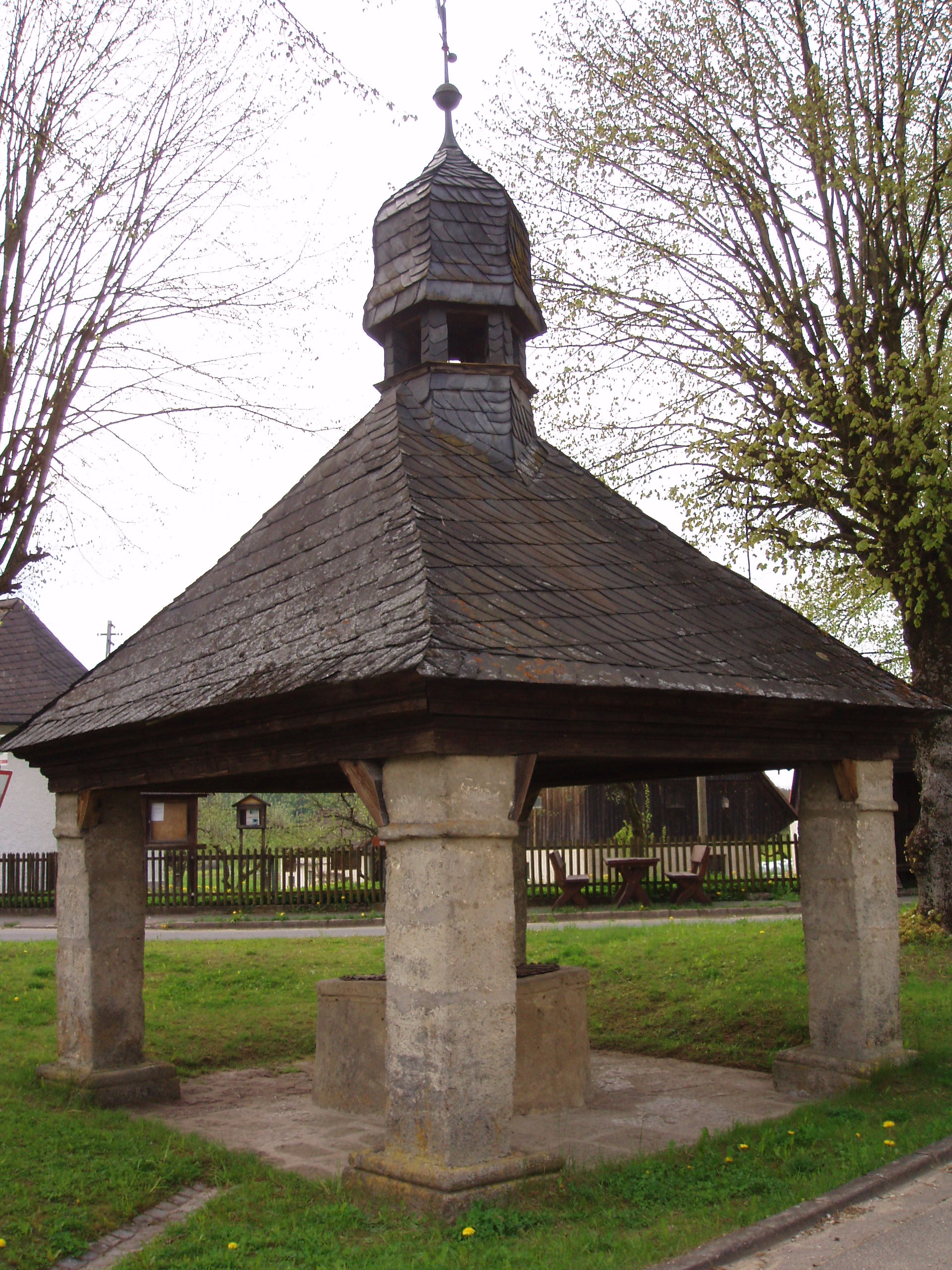
Brunnen in Prüllsbirkig

Prüllsbirkig hat noch weitgehend den Typus eines fränkischen Bauerndorfs. In der Ortsmitte, unweit der Kapelle, befindet sich ein alter überdachter Brunnen, dessen tiefer Schacht durch ein Gitter gesichert ist. In der Osterzeit wird der Brunnen geschmückt.
Die heutige Kapelle, die der Mutter Gottes geweiht ist, stammt aus dem Jahr 1924 und wurde mit finanzieller Unterstützung einer nach Amerika ausgewanderten einstigen Einwohnerin errichtet. 1984 wurde sie renoviert und mit einer Sakristei versehen, wofür die Einwohner über 3000 freiwillige Arbeitsstunden leisteten. Das Vorgängerbauwerk stand etwa 80 Meter weiter nördlich.
In der Umgebung von Prüllsbirkig befinden sich mehrere Dolinen, mit einer der größten Dolinen Nordbayerns. Sie liegt südwestlich des Ortes, misst etwa 80 × 40 Meter und ist rund neun Meter tief. Zwischen Mandlau und Prüllsbirkig befindet sich der Bettelbrunnen, ein sogenannter Hungerbrunnen.
In der Liste der Baudenkmäler in Pottenstein (Oberfranken) ist für Prüllsbirkig ein Baudenkmal aufgeführt.

## Sage
Zwischen Prüllsbirkig und Pottenstein soll einst der reiche Prüllshof gelegen haben, dessen Besitzerin Martina außerordentlich geizig war. Sie soll, als sie während einer Hungersnot die Erzeugnisse ihres Hofes nach Pottenstein schaffen ließ und unterwegs einem Bettler eine Gabe verweigert hatte, in einen Felsen verwandelt worden sein, der heute den Namen Steinerne Jungfrau trägt.